# Râul Ribiș
Râul Ribiș este un curs de apă, afluent al Dunării. 

## Hărți
- Harta Județului Caraș-Severin